# Michail Dmitrijewitsch Bontsch-Brujewitsch

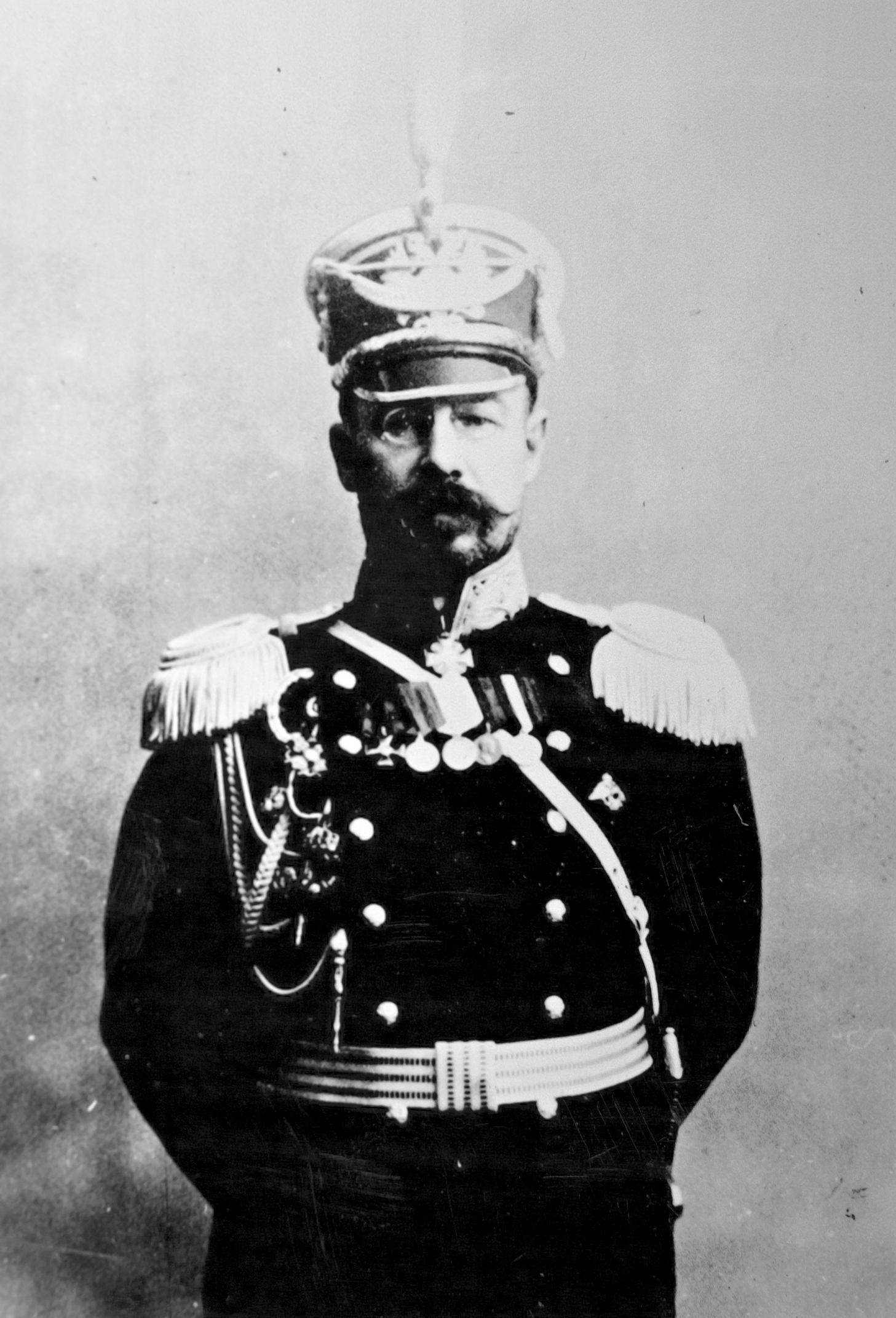
Michail Bontsch-Brujewitsch

Michail Dmitrijewitsch Bontsch-Brujewitsch (russisch Михаил Дмитриевич Бонч-Бруевич; * 24. Februarjul. / 8. März 1870greg. in Moskau; † 3. August 1956 ebenda) war ein General der kaiserlich russischen Armee und der Roten Armee.

## Leben
Michail Dmitrijewitsch Bontsch-Brujewitsch war der Sohn eines Topographen; sein Bruder Wladimir Dmitrijewitsch Bontsch-Brujewitsch war ein bekannter Bolschewik, ehemaliger Journalist und nach der Oktoberrevolution geschäftsführender Sekretär des Rates der Volkskommissare.
Nach der Schulzeit studierte Michail Dmitrijewitsch Bontsch-Brujewitsch am Konstantinischen Vermessungsinstitut und an einer Moskauer Universität.
Nach Absolvierung einer Junkerschule trat er von 1892 bis 1895 in den Dienst im Litowsker Leibgarderegiment der russischen Armee in Warschau ein. Danach begann er das Studium an der Generalstabsakademie, das er 1898 beendete.
Von 1898 bis 1914 übte Bontsch-Brujewitsch verschiedene Dienststellungen an der Generalstabsakademie und in höheren Stäben aus. Im April 1914 wurde er zum Kommandeur des 176. Perewolotscher Regiments in Tschernigow, und nach dem Eintritt Russlands in den Ersten Weltkrieg im August 1914 Generalquartiermeister im Stab der 3. Armee unter General Nikolai Russki. Ab September 1914 war er als Generalquartiermeister im Stab der Nordwestfront unter General Russki tätig.
Im April 1915 wurde Bontsch-Brujewitsch Stabschef der 6. Armee, zunächst unter General van der Flit und danach wieder unter General Russki. Ende 1915 war er als Stabschef der Nordfront unter General Russki und General Plehwe eingesetzt. Im Februar 1916 wurde er Offizier zur besonderen Verfügung beim Obersten Befehlshaber, im Februar 1917 Garnisonschef in Pskow.
Am 29. August 1917 wurde er von Kerenski als Oberbefehlshaber der Nordfront eingesetzt, wo er zur Niederschlagung des Kornilowputsches beitrug. Ab Mitte September 1917 war er zur Verfügung des Hauptquartiers des Kommandos des Obersten Befehlshabers in Mogiljow abgestellt. Am 27. September wurde er Mitglied des Mogiljower Sowjets der Arbeiter- und Soldatendeputierten, ab Mitte Oktober war Michail Dmitrijewitsch Bontsch-Brujewitsch Garnisonschef in Mogiljow.
Von Ende November 1917 bis Ende Januar 1918 war er der erste sowjetische Stabschef im Hauptquartier. Unter dem Vorsitz Trotzkis war er vom 4. März 1918 bis zum 27. August 1918 militärischer Leiter des Obersten Kriegsrates der Roten Armee.
Nach Ende des Ersten Weltkrieges arbeitete Bontsch-Brujewitsch bis Juni 1919 als Dozent am Institut für Geodäsie sowie als Direktor einer Versicherungsgesellschaft.
Vom 16. Juni 1919 bis Ende 1919 leitete er während des Russischen Bürgerkrieges als Chef den Feldstab des Revolutionären Kriegsrats der Republik. Bis zu seiner Pensionierung war Michail Dmitrijewitsch Bontsch-Brujewitsch Leiter des Kollegiums der Obersten Verwaltung für Geodäsie und Erfüllung einzelner militärischer Aufgaben.